# ويليام مارك ديوك
ويليام مارك ديوك هو قسيس كندي، ولد في 7 أكتوبر 1879 في سانت جون في كندا، وتوفي في 31 أغسطس 1971 في فانكوفر في كندا.